# Планински проход
 За селото в област Бургас вижте Проход (село).  
Проходът, най-общо, е място, през което се преминава; конкретно най-често се има предвид път, който минава през планински терен.
Планинските проходи се дължат на значителни понижения в билата на планинските хребети при местата, където се доближават изворните области на две реки, които протичат в противоположни посоки.
Тъй като мнозинството планински вериги в света са представлявали трудно преодолими бариери пред пътуванията, проходите винаги са имали ключово значение в историята, особено по отношение на миграцията на хората, търговията и през военно време.
В миналото проходите са осигурявали поминък на т.нар. дервентджии (или дервенджии, от дервент, на турски: dervent – проход, дефиле, клисура) – хора от поробеното население в османската империя, които ги охранявали и превеждали през опасните места войски и кервани. Дервенджиите имали право да носят оръжие и били освободени от някои данъци. Типичен дервентджийски град е Габрово, за който са запазени пълни поименни регистри на дервентджииското население с описание на привилегиите му от 1515 и 1544 г.